# Symphony X (álbum)
Symphony X es el primer álbum de Symphony X. Muchos fanes de Symphony X consideran escaso este álbum debido a la producción relativamente pobre y a la carencia de Russell Allen, con las cuales Michael Romeo definiría el sonido de Symphony X

## Lista de canciones
1. "Into the Dementia" – 1:01
2. "The Raging Seasons" – 5:01
3. "Premonition" – 5:37
4. "Masquerade" – 4:28
5. "Absinthe and Rue (ft. Emiliano Pelliccioni)" – 7:16
6. "Shades of Grey" – 5:41
7. "Taunting the Notorious" – 3:20
8. "Rapture or Pain" – 5:05
9. "Thorns of Sorrow" – 3:54
10. "A Lesson Before Dying" – 12:07

## Integrantes
- Rod Tyler - Voz
- Michael Romeo - Guitarra
- Thomas Miller - bajo
- Michael Pinnella - Teclados
- Jason Rullo - Batería

- Datos: Q1066763